# Unbeabsichtigte Folgen
In den Sozialwissenschaften bezeichnen „unbeabsichtigte Folgen“ (englisch Unintended Consequences bzw. englisch Unintended Effects) Resultate von Handlungen, die nicht beabsichtigt waren. Diese Folgen können absehbar oder nicht absehbar sein, sind aber stets ein logisches oder wahrscheinliches Resultat der Handlung. Beispielsweise spekulierten einige Historiker, dass es ohne den für Deutschland erniedrigenden Friedensvertrag von Versailles nicht zum Zweiten Weltkrieg gekommen wäre. In dieser Sichtweise wäre der Krieg eine unbeabsichtigte Folge des Vertrags. Das Konzept existiert seit langem, wurde aber erst im 20. Jahrhundert durch den Soziologen Robert K. Merton popularisiert.
Unbeabsichtigte Folgen lassen sich grob in drei Kategorien einteilen:
- ein positiver Effekt, auch Serendipität oder Unverhoffter Gewinn.
- ein perverser Effekt, der das Gegenteil des Beabsichtigten darstellen kann.
- ein negativer Effekt, wo zwar häufig das Beabsichtigte eintritt, allerdings gleichzeitig negative Folgen auftreten.

## Das Gesetz der unbeabsichtigten Folgen
Das sogenannte ‚Gesetz der unbeabsichtigten Folgen‘ ist kein Naturgesetz im Sinne beispielsweise des ohmschen Gesetzes, sondern ein humorvoller Ausdruck, nach dem eine zweckdienliche Handlung unbeabsichtigte, unerwartete, und gewöhnlich unerwünschte Folgen hat. Mit anderen Worten hat jede Ursache mehrere Folgen, von denen unweigerlich mindestens eine einen unvorhersehbaren Nebeneffekt darstellt. Dieser unbeabsichtigte Nebeneffekt kann dabei signifikanter sein als der beabsichtigte Effekt. Ähnlich Murphys Gesetz repräsentiert das Gesetz der unbeabsichtigten Folgen eine Warnung vor dem Glauben, Menschen könnten eine vollständige Kontrolle ausüben.

## Geschichte
Das Konzept der unbeabsichtigten Konsequenzen hat ihren frühsten bekannten Ursprung bei Adam Smith, der Schottischen Aufklärung, und dem Konsequentialismus. Popularisiert wurde es jedoch erst im 20. Jahrhundert von Robert K. Merton. In seinem 1936 erschienenen Artikel The Unanticipated Consequences of Purposive Social Action versuchte Merton, das Problem der unbeabsichtigten Folgen von zweckbestimmten Handlungen systematisch zu analysieren. Es betonte, dass diese Handlungen sich auf solche mit Motivationen und verschiedenen Alternativen beschränkten.

## Ursachen
Mögliche Ursachen für unbeabsichtigte Folgen sind Komplexität, perverse Anreize, menschliche Dummheit, Selbstbetrug, Ignoranz der menschlichen Natur und emotionale oder Kognitiven Verzerrungen. Merton nennt 5 mögliche Gründe:
1. Ignoranz: Es ist unmöglich, alle Möglichkeiten vorherzusehen.
2. Fehler: Anwendung von Methoden, die in der Vergangenheit funktioniert haben, der aktuellen Situation aber nicht gerecht sind.
3. Kurzfristige Interessen, die langfristige dominieren können.
4. Grundwerte können einzelne Methoden erzwingen oder verbieten, die langfristig gesehen unvorteilhaft sind.
5. Selbstzerstörerische Prophezeiung: Die Angst vor gewissen Folgen führt dazu, dass Menschen Lösungen finden, bevor das Problem auftritt, daher ist das Nichteintreten des Problems unerwartet.

## Beispiele

### Unbeabsichtigte positive Effekte
- Die mittelalterliche Praxis, große Wildreservate zur Jagd seitens des Adels zu schaffen, führte zur Erhaltung großer Grünareale und Parks in England und anderen Teilen Europas. Im vom Menschen in anderer Absicht verlassenen Niemandsland, beispielsweise in der demilitarisierten Zone in Korea oder der Sperrzone von Tschernobyl, breitet sich die Tier- und Pflanzenwelt aus. Die Minenfelder auf den Falklandinseln stellen heute Vogelschutzgebiete dar.

- Das Sinken von Schiffen in Kriegszeiten führte zur Entstehung von Korallenriffen, die einen ästhetischen, wissenschaftlichen und touristischen Wert haben.[9][10][11][12][13]

- Die Legalisierung der Abtreibung in den Vereinigten Staaten scheint laut einer wissenschaftlichen Studie Jahrzehnte später zu einem Rückgang der Kriminalität geführt zu haben, da viele Frauen, deren Embryos zu Kriminellen geworden wären, abgetrieben hätten.[14] Ob die Legalisierung der Abtreibung in den Vereinigten Staaten zu solch einem Effekt führte, ist jedoch umstritten (siehe The Impact of Legalized Abortion on Crime).

- Manche Medikamente haben unerwartete, positive Nebenwirkungen. Das Analgetikum (Schmerzmittel) ASS kann so auch zur Antikoagulation verwendet werden.[15] Andere unbeabsichtigte Nebenwirkungen begründen den sogenannten Off-Label-Use.

### Unbeabsichtigte negative Effekte
- Streisand-Effekt: Der Versuch, im Internet bestimmte Informationen zu entfernen, kann dazu führen, dass diese noch stärker verbreitet werden.

- Der Import exotischer Tier- und Pflanzenarten hat regelmäßig drastische Auswirkungen auf lokale Ökosysteme, zum Beispiel die Aga-Kröte, die in Australien zur biologischen Schädlingskontrolle eingesetzt wurde und sich dort selbst zur Plage entwickelte.

- Allgemeiner der Kobra-Effekt; er beschreibt Maßnahmen, die getroffen werden, um ein bestimmtes Problem zu lösen, die aber letztlich genau dieses Problem verschärfen.

- 1990 machte der australische Bundesstaat Victoria das Tragen von Fahrradhelmen zur Pflicht für alle Fahrradfahrer. Zwar reduzierte diese Maßnahme die Zahl der Kopfverletzungen von Fahrradfahrern, dies sei jedoch vor allem auf die aufgrund der Unpopularität von Helmen zurückgegangene Nutzung des Fahrrads unter Jugendlichen zurückzuführen.[16] Eine andere Studie kam zu dem Ergebnis, dass Helmpflicht gesundheitlich kontraproduktiv ist und Nettogesundheitskosten von 0,4 bis 0,5 Milliarden US-Dollar in Australien, dem Vereinigten Königreich, den Niederlanden und den Vereinigten Staaten verursacht.[17]

- Die Prohibition in den Vereinigten Staaten sollte ursprünglich den Handel mit und Konsum von Alkohol reduzieren, förderte jedoch die Organisierte Kriminalität in der Alkoholindustrie. Ähnliche perverse Effekte seien aus dem War on Drugs entstanden.

- In der Sprache der Geheimdienste wird der Begriff Blowback verwendet, um unerwünschte Effekte von verdeckten Operationen zu bezeichnen. Ein Beispiel ist die Unterstützung der Mudschahedin in Afghanistan, die sich zur al-Qaida entwickelten.[18]

- Die Abstinenzkampage des Geistlichen Theobald Mathews im 19. Jahrhundert in Irland, im Zuge derer Tausende Menschen schworen, nie wieder Alkohol zu trinken, führte zum erhöhten Konsum des schädlicheren Ethers.